# Zhenbao Dao
Zhenbao Dao (chinesisch 珍宝岛, Pinyin Zhēnbǎo Dǎo; russisch Даманский Damanski) ist eine unbewohnte Binneninsel im russisch-chinesischen Grenzfluss Ussuri. Sie liegt in der kreisfreien Stadt Hulin, die zum Verwaltungsgebiet der bezirksfreien Stadt Jixi in der chinesischen Provinz Heilongjiang gehört.
Zhenbao Dao hat eine Fläche von 0,74 km2, ist 1,7 km lang und 0,5 km breit, und liegt 120 Meter vom Westufer sowie 360 Meter vom russischen Ostufer entfernt. Sie gehört historisch zu China, war aber vom russischen Zarenreich okkupiert worden. 1969 war sie wichtigster Schauplatz des Grenzkonflikts am Ussuri mit der Sowjetunion, die vermeintliche Rechte aus der Zarenzeit wahrnehmen wollte. 2005 wurde durch beiderseitige Ratifizierung des Grenzvertrags zwischen der Volksrepublik China und der Russischen Föderation endgültig geklärt, dass Zhenbao Dao chinesisches Territorium ist. Administrativ betrachtet ist die Insel heute eine Gemeinde der Stadt Hulin und heißt als Gemeinde Zhenbaodao (珍宝岛乡).
Die flache Insel gehört zum Heilongjiang Zhenbaodao Wetland National Nature Reserve, einem Natur- und Vogelschutzgebiet.